# Filostórgio
Filostórgio (grego: Φιλοστόργιος; 368 – 439) foi um historiador da igreja anomoeano dos séculos IV e V. 
O anomoeanismo questionou a Trindade da relação entre Deus, o Pai e de Cristo e foi considerado uma heresia pela Igreja Católica, que adotou o termo "homoousia" no Credo niceno-constantinopolitano. Muita pouca informação sobre sua vida está disponível. Ele nasceu em Borisso, Capadócia, filho de Eulâmpia e Cartério, e depois viveu em Constantinopla.
Ele escreveu uma história da controvérsia ariana intitulando História Eclesiástica, dos quais apenas uma epítome, feita por Fócio sobrevive, assim como um tratado contra Porfírio de Tiro, que se perdeu.